# Kelp Island (Maldives)
Kelp Island o Cattle Island (en castellà, Isla Rebaño) és una de les Illes Malvines, territori del Regne Unit disputat amb l'Argentina. Es troba a l'est de Lafonia, a l'illa Soledad. També es troba prop de les illes Fanny i les illes del Puerto.